# Crono
Crono (in greco antico: Κρόνος?, Krónos) è una divinità pre-olimpica della mitologia e della religione greca, nei miti più diffusi figlio di Urano (Cielo) e di Gea o Gaia (Terra), Titano della Fertilità, del Tempo e dell'Agricoltura, secondo signore del mondo e padre di Zeus e dei primi Olimpi. Non è da confondere con Chronos, divinità del tempo nell'orfismo. Crono viene identificato con Saturno nella mitologia romana.

## Crono nellaTeogoniadi Esiodo
(Esiodo, Teogonia, 485-6; traduzione di Graziano Arrighetti)
Nella Teogonia di Esiodo, ai vv. 133-138, viene narrato che Gea (Γαῖα, "Terra"), unendosi a Urano (Οὐρανός ἀστερόεις, "Cielo stellante"), genera i Titani: Oceano (Ὠκεανός), Ceo (Κοῖος), Crio (Κριός, anche Κρεῖος), Iperione (Ύπέριον), Giapeto (Ἰαπετός), Teia (Θεία, anche Tia), Rea (Ῥέα), Temi (Θέμις), Mnemosine (Μνημοσύνη), Febe (Φοίβη), Teti (Τηθύς) e Crono (Κρόνος).
Dopo i Titani (vv. 139-153), l'unione tra Gea e Urano genera i tre Ciclopi (Κύκλωπες: Bronte, Sterope e Arge); e i Centimani (Ἑκατόγχειρες, Ecatonchiri): Cotto, Briareo e Gige dalla forza terribile.
Urano (vv.154-182), tuttavia, impedisce che i figli da lui generati con Gea, i dodici Titani, i tre Ciclopi e i tre Centimani, vengano alla luce. La ragione di questo rifiuto risiederebbe secondo alcuni autori, nella loro "mostruosità". Ecco allora che la madre di costoro, Gea, costruisce dapprima una falce dentata e poi invita i figli a disfarsi del padre che li costringe nel suo ventre. Solo l'ultimo dei Titani, Crono, risponde all'appello della madre: appena Urano si stende nuovamente su Gaia, Crono, nascosto, lo evira usando un harpe.
Da questo momento inizia il dominio di Crono, il quale, unendosi a Rea, genera: Istie (Ἱστίη, ionico; anche Estia dall'attico Ἑστία), Demetra (Δήμητρα), Era (Ἥρα, anche Hera), Ade (Ἅιδης), Ennosigeo (Ἐννοσίγαιον, Scuotitore della terra, da intendere come Posidone o Poseidone Ποσειδῶν) e infine Zeus (Ζεύς).

### Crono uccide i suoi figli

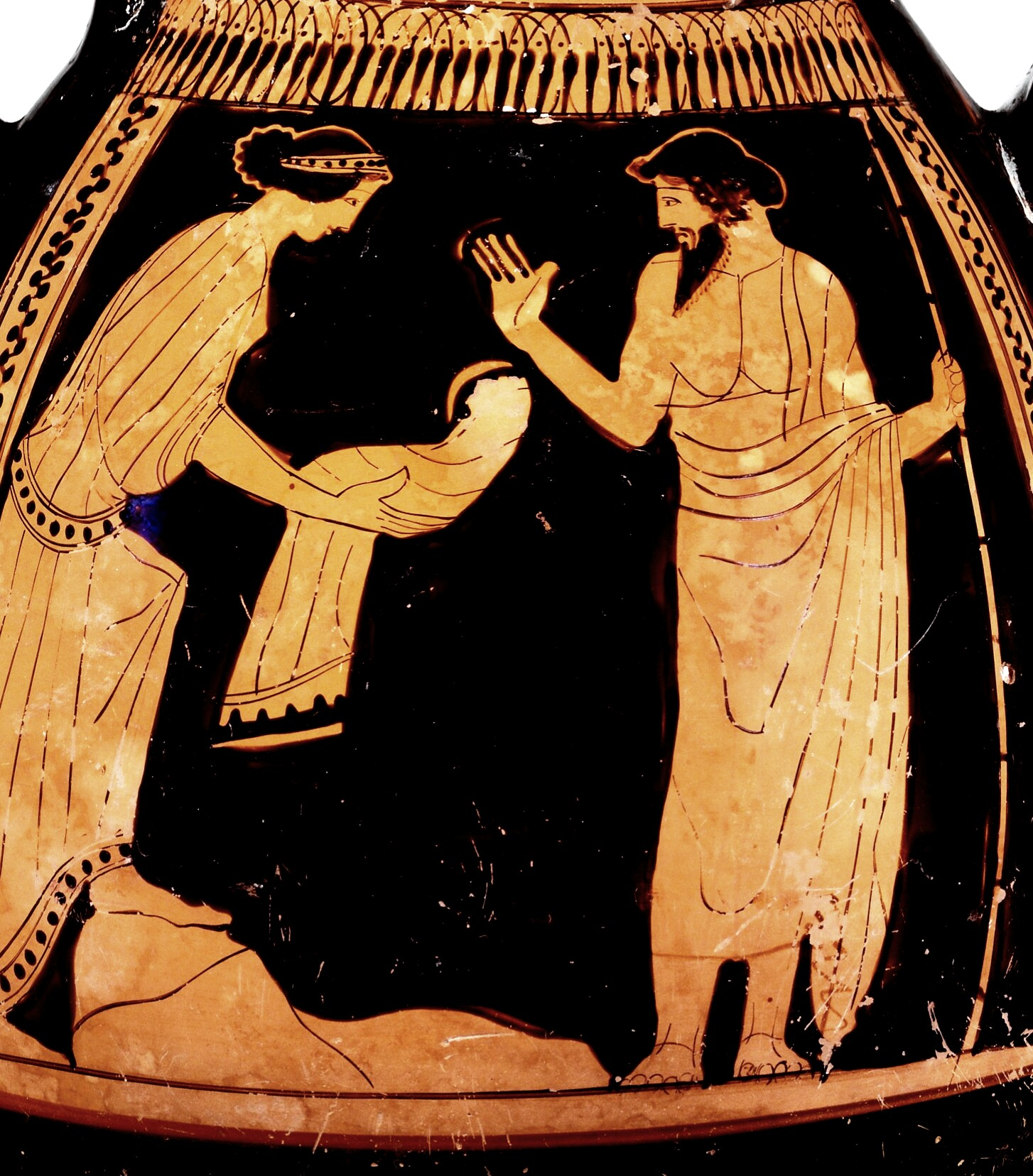
Rea offre la pietra a Crono, particolare di un vaso in ceramica a figure rosse attribuito al Pittore di Nausicaa, ca. 460–450 a.C.; conservato al Metropolitan Museum of Art, New York.

A volte, viene indicato il cosiddetto "mito di Crono" (o Saturno, per i latini) o la cosiddetta "sindrome di Crono", la patologia psichica di un padre che desidera, o addirittura esegue, l'omicidio di un proprio figlio, così come parimenti viene indicata come "sindrome di Medea" il desiderio o l'atto di una madre di uccidere i suoi figli.
Così come suo padre Urano, infatti, anche Crono voleva uccidere i suoi figli. Un oracolo gli aveva predetto che uno dei suoi neonati, una volta cresciuto, lo avrebbe prima o poi spodestato. Per impedire questo, essendo anch'essi degli immortali e non potendo semplicemente ucciderli, appena nati li ingoiava. È celebre il dipinto di Francisco Goya che raffigura questo cruento atto.
Un giorno però sua moglie Rea, incinta di Zeus, consigliatasi con i genitori, decide di partorire di nascosto a Litto (Creta), consegnando a Crono una pietra che quest'ultimo divorerà pensando che sia il proprio ultimo figlio. Sarà proprio Zeus, una volta cresciuto, a spodestare Crono, divenendo il re dell'Olimpo.
Per la mitologia, quindi, Crono non solo divenne il simbolo del divoratore di figli ma, proprio come il tempo cronologico, appunto l'inesorabile trascorrere del tempo come divoratore di tutti gli eventi.
Zeus (vv.492-500) quindi crescerà in forza e intelligenza e infine sconfiggerà il padre Crono, facendogli rigurgitare gli altri figli che aveva divorato, e il primo oggetto vomitato da Crono è proprio quella pietra che egli aveva inghiottito scambiandola per Zeus. Quindi Zeus (vv.501-506) scioglie dalle catene i tre Ciclopi così costretti dallo stesso Crono, i quali lo ricambieranno consegnandogli la Folgore (i fulmini).
I versi 617-720 della Teogonia si occupano della Titanomachia, ovvero la lotta tra i titani residenti sul monte Otri e gli dèi dell'Olimpo (figli di Crono e di Rea): da dieci grandi anni (differenti dagli anni solari) la lotta tra i due schieramenti prosegue incerta quando Zeus, su consiglio di Gea, libera i tre Centimani precedentemente costretti nel Tartaro da Urano e, dopo averli rifocillati con nettare e ambrosia, li coinvolge nella battaglia, che diverrà così decisiva e si concluderà con la sconfitta dei titani e la loro segregazione nel Tartaro, chiuso da mura e da porte di bronzo costruite appositamente da Poseidone e guardati a vista dagli stessi tre Centimani.

### Genealogia (Esiodo)
|                   |                   |                   |                   |                   |                   |      |      |      |      |      |      |  |  |        |        |        |        |          |        |   |   |          |          |          |          |          |          |  |  |           |           |           |           |           |           |  |  |     |     |     |     |     |     |  |  |         |         |         |         |         |         |  |  |       |       |       |       |       |       |
|                   |                   |                   |                   |                   |                   |      |      |      |      |      |      |  |  |        |        |        |        |          |        |   |   | Urano    | Urano    | Urano    | Urano    | Urano    | Urano    |  |  | Gea       | Gea       | Gea       | Gea       | Gea       | Gea       |  |  |     |     |     |     |     |     |  |  |         |         |         |         |         |         |  |  |       |       |       |       |       |       |
|                   |                   |                   |                   |                   |                   |      |      |      |      |      |      |  |  |        |        |        |        |          |        |   |   | Urano    | Urano    | Urano    | Urano    | Urano    | Urano    |  |  | Gea       | Gea       | Gea       | Gea       | Gea       | Gea       |  |  |     |     |     |     |     |     |  |  |         |         |         |         |         |         |  |  |       |       |       |       |       |       |
|                   |                   |                   |                   |                   |                   |      |      |      |      |      |      |  |  |        |        |        |        |          |        |   |   |          |          |          |          |          |          |  |  |           |           |           |           |           |           |  |  |     |     |     |     |     |     |  |  |         |         |         |         |         |         |  |  |       |       |       |       |       |       |
|                   |                   |                   |                   |                   |                   |      |      |      |      |      |      |  |  |        |        |        |        |          |        |   |   |          |          |          |          |          |          |  |  |           |           |           |           |           |           |  |  |     |     |     |     |     |     |  |  |         |         |         |         |         |         |  |  |       |       |       |       |       |       |
| Genitali di Urano | Genitali di Urano | Genitali di Urano | Genitali di Urano | Genitali di Urano | Genitali di Urano |      |      |      |      |      |      |  |  |        |        |        |        |          |        |   |   | Crono    | Crono    | Crono    | Crono    | Crono    | Crono    |  |  | Rea       | Rea       | Rea       | Rea       | Rea       | Rea       |  |  |     |     |     |     |     |     |  |  |         |         |         |         |         |         |  |  |       |       |       |       |       |       |
| Genitali di Urano | Genitali di Urano | Genitali di Urano | Genitali di Urano | Genitali di Urano | Genitali di Urano |      |      |      |      |      |      |  |  |        |        |        |        |          |        |   |   | Crono    | Crono    | Crono    | Crono    | Crono    | Crono    |  |  | Rea       | Rea       | Rea       | Rea       | Rea       | Rea       |  |  |     |     |     |     |     |     |  |  |         |         |         |         |         |         |  |  |       |       |       |       |       |       |
|                   |                   |                   |                   |                   |                   |      |      |      |      |      |      |  |  |        |        |        |        |          |        |   |   |          |          |          |          |          |          |  |  |           |           |           |           |           |           |  |  |     |     |     |     |     |     |  |  |         |         |         |         |         |         |  |  |       |       |       |       |       |       |
|                   |                   |                   |                   |                   |                   |      |      |      |      |      |      |  |  |        |        |        |        |          |        |   |   |          |          |          |          |          |          |  |  |           |           |           |           |           |           |  |  |     |     |     |     |     |     |  |  |         |         |         |         |         |         |  |  |       |       |       |       |       |       |
|                   |                   |                   |                   |                   |                   | Zeus | Zeus | Zeus | Zeus | Zeus | Zeus |  |  |        |        |        |        |          |        |   |   | Era      | Era      | Era      | Era      | Era      | Era      |  |  | Poseidone | Poseidone | Poseidone | Poseidone | Poseidone | Poseidone |  |  | Ade | Ade | Ade | Ade | Ade | Ade |  |  | Demetra | Demetra | Demetra | Demetra | Demetra | Demetra |  |  | Estia | Estia | Estia | Estia | Estia | Estia |
|                   |                   |                   |                   |                   |                   | Zeus | Zeus | Zeus | Zeus | Zeus | Zeus |  |  |        |        |        |        |          |        |   |   | Era      | Era      | Era      | Era      | Era      | Era      |  |  | Poseidone | Poseidone | Poseidone | Poseidone | Poseidone | Poseidone |  |  | Ade | Ade | Ade | Ade | Ade | Ade |  |  | Demetra | Demetra | Demetra | Demetra | Demetra | Demetra |  |  | Estia | Estia | Estia | Estia | Estia | Estia |
|                   |                   |                   |                   |                   |                   |      |      |      |      |      |      |  |  |        |        |        |        |          |        |   |   |          |          |          |          |          |          |  |  |           |           |           |           |           |           |  |  |     |     |     |     |     |     |  |  |         |         |         |         |         |         |  |  |       |       |       |       |       |       |
|                   |                   |                   |                   |                   |                   |      |      |      |      |      |      |  |  |        |        |        |        |          |        |   |   |          |          |          |          |          |          |  |  |           |           |           |           |           |           |  |  |     |     |     |     |     |     |  |  |         |         |         |         |         |         |  |  |       |       |       |       |       |       |
|                   |                   |                   |                   |                   |                   |      |      |      |      |      |      |  |  |        |        |        |        |          |        | a |   |          |          |          |          |          |          |  |  |           |           |           |           |           |           |  |  |     |     |     |     |     |     |  |  |         |         |         |         |         |         |  |  |       |       |       |       |       |       |
|                   |                   |                   |                   |                   |                   |      |      |      |      |      |      |  |  |        |        |        |        |          |        |   |   |          |          | b        |          |          |          |  |  |           |           |           |           |           |           |  |  |     |     |     |     |     |     |  |  |         |         |         |         |         |         |  |  |       |       |       |       |       |       |
|                   |                   |                   |                   |                   |                   |      |      |      |      |      |      |  |  |        |        |        |        |          |        |   |   |          |          |          |          |          |          |  |  |           |           |           |           |           |           |  |  |     |     |     |     |     |     |  |  |         |         |         |         |         |         |  |  |       |       |       |       |       |       |
|                   |                   |                   |                   |                   |                   |      |      |      |      |      |      |  |  | Ares   | Ares   | Ares   | Ares   | Ares     | Ares   |   |   | Efesto   | Efesto   | Efesto   | Efesto   | Efesto   | Efesto   |  |  |           |           |           |           |           |           |  |  |     |     |     |     |     |     |  |  |         |         |         |         |         |         |  |  |       |       |       |       |       |       |
|                   |                   |                   |                   |                   |                   |      |      |      |      |      |      |  |  | Ares   | Ares   | Ares   | Ares   | Ares     | Ares   |   |   | Efesto   | Efesto   | Efesto   | Efesto   | Efesto   | Efesto   |  |  | Meti      |           |           |           |           |           |  |  |     |     |     |     |     |     |  |  |         |         |         |         |         |         |  |  |       |       |       |       |       |       |
|                   |                   |                   |                   |                   |                   |      |      |      |      |      |      |  |  |        |        |        |        |          |        |   |   |          |          |          |          |          |          |  |  |           |           |           |           |           |           |  |  |     |     |     |     |     |     |  |  |         |         |         |         |         |         |  |  |       |       |       |       |       |       |
|                   |                   |                   |                   |                   |                   |      |      |      |      |      |      |  |  |        |        |        |        | Atena    |        |   |   |          |          |          |          |          |          |  |  |           |           |           |           |           |           |  |  |     |     |     |     |     |     |  |  |         |         |         |         |         |         |  |  |       |       |       |       |       |       |
|                   |                   |                   |                   |                   |                   |      |      |      |      |      |      |  |  |        |        |        |        |          |        |   |   |          |          |          |          |          |          |  |  | Latona    |           |           |           |           |           |  |  |     |     |     |     |     |     |  |  |         |         |         |         |         |         |  |  |       |       |       |       |       |       |
|                   |                   |                   |                   |                   |                   |      |      |      |      |      |      |  |  |        |        |        |        |          |        |   |   |          |          |          |          |          |          |  |  |           |           |           |           |           |           |  |  |     |     |     |     |     |     |  |  |         |         |         |         |         |         |  |  |       |       |       |       |       |       |
|                   |                   |                   |                   |                   |                   |      |      |      |      |      |      |  |  |        |        |        |        |          |        |   |   |          |          |          |          |          |          |  |  |           |           |           |           |           |           |  |  |     |     |     |     |     |     |  |  |         |         |         |         |         |         |  |  |       |       |       |       |       |       |
|                   |                   |                   |                   |                   |                   |      |      |      |      |      |      |  |  |        |        |        |        |          |        |   |   |          |          |          |          |          |          |  |  |           |           |           |           |           |           |  |  |     |     |     |     |     |     |  |  |         |         |         |         |         |         |  |  |       |       |       |       |       |       |
|                   |                   |                   |                   |                   |                   |      |      |      |      |      |      |  |  | Apollo | Apollo | Apollo | Apollo | Apollo   | Apollo |   |   | Artemide | Artemide | Artemide | Artemide | Artemide | Artemide |  |  |           |           |           |           |           |           |  |  |     |     |     |     |     |     |  |  |         |         |         |         |         |         |  |  |       |       |       |       |       |       |
|                   |                   |                   |                   |                   |                   |      |      |      |      |      |      |  |  | Apollo | Apollo | Apollo | Apollo | Apollo   | Apollo |   |   | Artemide | Artemide | Artemide | Artemide | Artemide | Artemide |  |  | Maia      |           |           |           |           |           |  |  |     |     |     |     |     |     |  |  |         |         |         |         |         |         |  |  |       |       |       |       |       |       |
|                   |                   |                   |                   |                   |                   |      |      |      |      |      |      |  |  |        |        |        |        |          |        |   |   |          |          |          |          |          |          |  |  |           |           |           |           |           |           |  |  |     |     |     |     |     |     |  |  |         |         |         |         |         |         |  |  |       |       |       |       |       |       |
|                   |                   |                   |                   |                   |                   |      |      |      |      |      |      |  |  |        |        |        |        | Ermes    |        |   |   |          |          |          |          |          |          |  |  |           |           |           |           |           |           |  |  |     |     |     |     |     |     |  |  |         |         |         |         |         |         |  |  |       |       |       |       |       |       |
|                   |                   |                   |                   |                   |                   |      |      |      |      |      |      |  |  |        |        |        |        |          |        |   |   |          |          |          |          |          |          |  |  | Semele    |           |           |           |           |           |  |  |     |     |     |     |     |     |  |  |         |         |         |         |         |         |  |  |       |       |       |       |       |       |
|                   |                   |                   |                   |                   |                   |      |      |      |      |      |      |  |  |        |        |        |        |          |        |   |   |          |          |          |          |          |          |  |  |           |           |           |           |           |           |  |  |     |     |     |     |     |     |  |  |         |         |         |         |         |         |  |  |       |       |       |       |       |       |
|                   |                   |                   |                   |                   |                   |      |      |      |      |      |      |  |  |        |        |        |        | Dioniso  |        |   |   |          |          |          |          |          |          |  |  |           |           |           |           |           |           |  |  |     |     |     |     |     |     |  |  |         |         |         |         |         |         |  |  |       |       |       |       |       |       |
|                   |                   |                   |                   |                   |                   |      |      |      |      |      |      |  |  |        |        |        |        |          |        |   |   |          |          |          |          |          |          |  |  | Dione     |           |           |           |           |           |  |  |     |     |     |     |     |     |  |  |         |         |         |         |         |         |  |  |       |       |       |       |       |       |
|                   |                   |                   |                   |                   |                   |      |      |      |      |      |      |  |  |        |        |        |        |          |        |   |   |          |          |          |          |          |          |  |  |           |           |           |           |           |           |  |  |     |     |     |     |     |     |  |  |         |         |         |         |         |         |  |  |       |       |       |       |       |       |
| a                 | a                 | a                 | a                 | a                 | a                 |      |      |      |      |      |      |  |  |        |        |        |        |          |        | b | b | b        | b        | b        | b        |          |          |  |  |           |           |           |           |           |           |  |  |     |     |     |     |     |     |  |  |         |         |         |         |         |         |  |  |       |       |       |       |       |       |
| a                 | a                 | a                 | a                 | a                 | a                 |      |      |      |      |      |      |  |  |        |        |        |        |          |        | b | b | b        | b        | b        | b        |          |          |  |  |           |           |           |           |           |           |  |  |     |     |     |     |     |     |  |  |         |         |         |         |         |         |  |  |       |       |       |       |       |       |
|                   |                   |                   |                   |                   |                   |      |      |      |      |      |      |  |  |        |        |        |        |          |        |   |   |          |          |          |          |          |          |  |  |           |           |           |           |           |           |  |  |     |     |     |     |     |     |  |  |         |         |         |         |         |         |  |  |       |       |       |       |       |       |
|                   |                   |                   |                   |                   |                   |      |      |      |      |      |      |  |  |        |        |        |        | Afrodite |        |   |   |          |          |          |          |          |          |  |  |           |           |           |           |           |           |  |  |     |     |     |     |     |     |  |  |         |         |         |         |         |         |  |  |       |       |       |       |       |       |

### Gli uomini al tempo di Crono
Sempre Esiodo, in Opere e giorni, narra di un'età dell'oro per gli uomini quando signore del Cosmo era il titano Crono:
Erano ai tempi di Kronos, quand'egli regnava nel cielo;
 come dèi vivevano, senza affanni nel cuore,

lungi e al riparo da pene e miseria, né triste
 vecchiaia arrivava, ma sempre ugualmente forti di gambe e di braccia,

nei conviti gioivano, lontano da tutti i malanni;
 morivano come vinti dal sonno, e ogni sorta di beni

c'era per loro; il suo frutto dava la fertile terra
 senza lavoro, ricco ed abbondante, e loro, contenti,

in pace, si spartivano i frutti del loro lavoro in mezzo a beni infiniti,
 ricchi d'armenti, cari agli dèi beati.»
(Esiodo, Le opere e i giorni, 109-120. Traduzione di Graziano Arrighetti, in Esiodo Opere : 1998 Einaudi-Gallimard; 2007 Mondadori, p.61)

### Crono liberato dal Tartaro e signore dell'Isola dei beati
Sempre Esiodo, in Opere e giorni (vv. 170 e seguenti), afferma che Crono, liberato dal Tartaro dopo che Zeus perdona il padre, diventa re dell'Isola dei beati (μακάρων νῆσοι) dove sono destinati da Zeus gli Eroi, lì felici e liberi dagli affanni.

## Crono nelle altre tradizioni mitologiche greche
- Pindaro (Olimpiche II,55-83) ci dice che Crono regna sull'Isola Dei Beati dove dimorano gli Eroi e le anime dei Giusti[21].
- Diodoro Siculo (Bibliotheca historica V, 64 e sgg.) riferisce che secondo i Cretesi, i Titani nacquero al tempo dei Cureti. Crono, dei Titani il più anziano, fu re, e grazie a lui gli uomini passarono dallo stato selvaggio alla civiltà. Insegnò agli uomini anche ad essere probi e semplici d'animo, questa è la ragione per cui si sostiene che gli uomini al tempo di Crono furono giusti e felici.
- Plutarco (Il volto della luna XXVI, 940f-942a) narra del viaggio iniziatico del cartaginese Silla condotto verso l'estremo Occidente: a cinquemila stadi dall'isola di Ogigia, questa collocata a cinque giorni di navigazione dalle coste della Britannia, si situano le Isole dei beati dov'è Crono, imprigionato e addormentato da Zeus in una caverna color dell'oro assistito da dèmoni benefici che conoscono i suoi sogni, i quali corrispondono poi alle premeditazioni di Zeus, e li comunicano agli uomini desiderosi di sapere.
- Nella teogonia dei miti orfici Crono non è il secondo signore degli dèi ma il quarto (dopo Phanes, Nyx e Urano), ed è discendente di Chronos.[22]

## Il culto
Il culto di Crono era ubicato prevalentemente ad Atene (dove si celebravano in estate le feste Cronie), in Beozia, a Rodi e a Cirene.
Nell'ambito della religione romana la sua figura corrisponde a quella di Saturno.

## Crono/Saturno nell'arte moderna

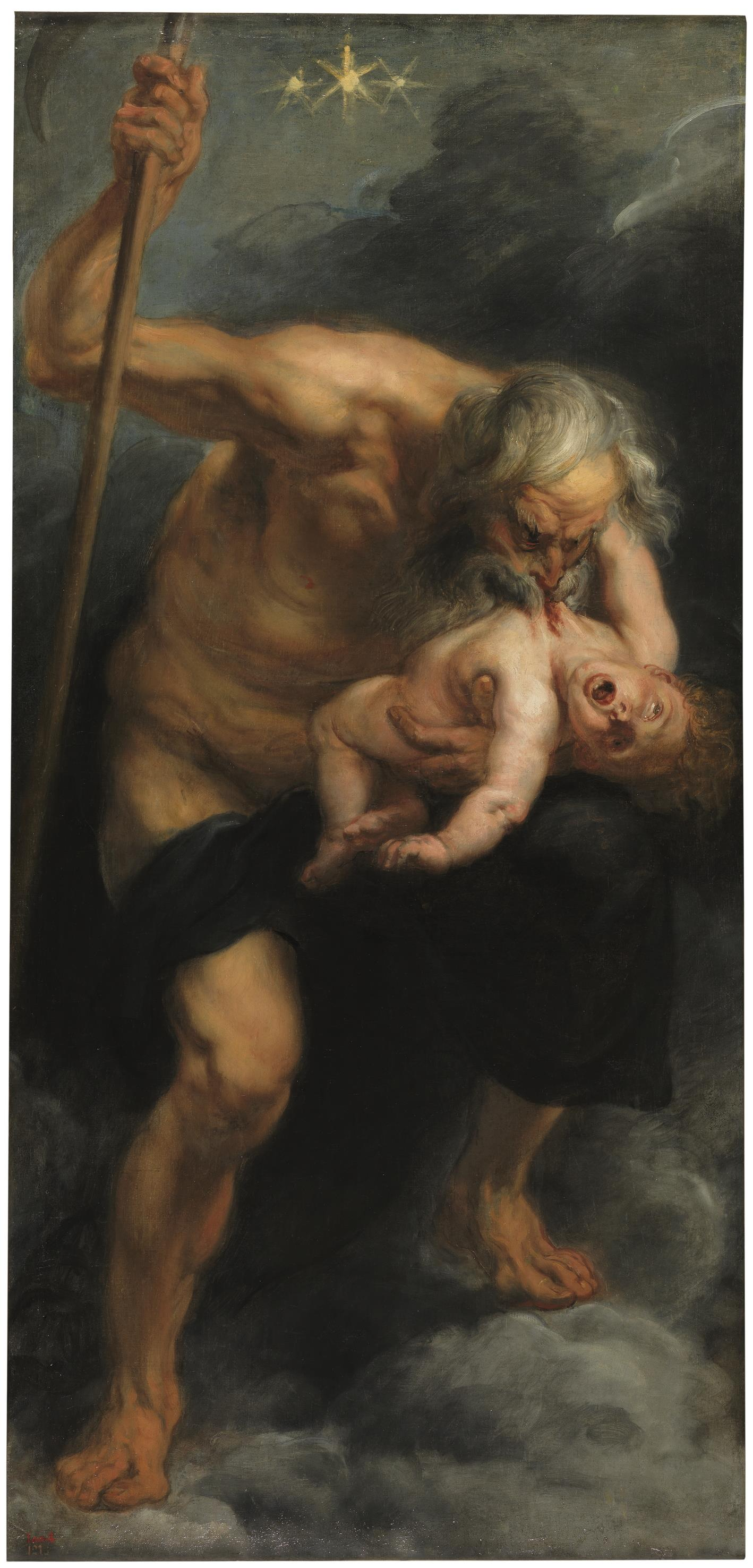
Saturno intento a divorare uno dei suoi figli, olio su tela, Rubens, 1636-1638; conservato al Museo del Prado, Madrid.
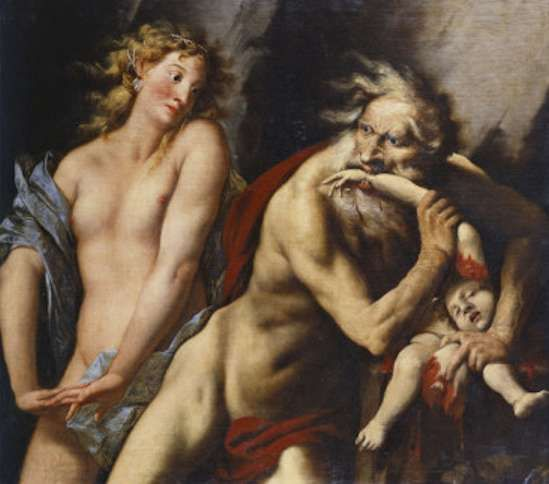
Pietro Della Vecchia, Crono divora i suoi figli
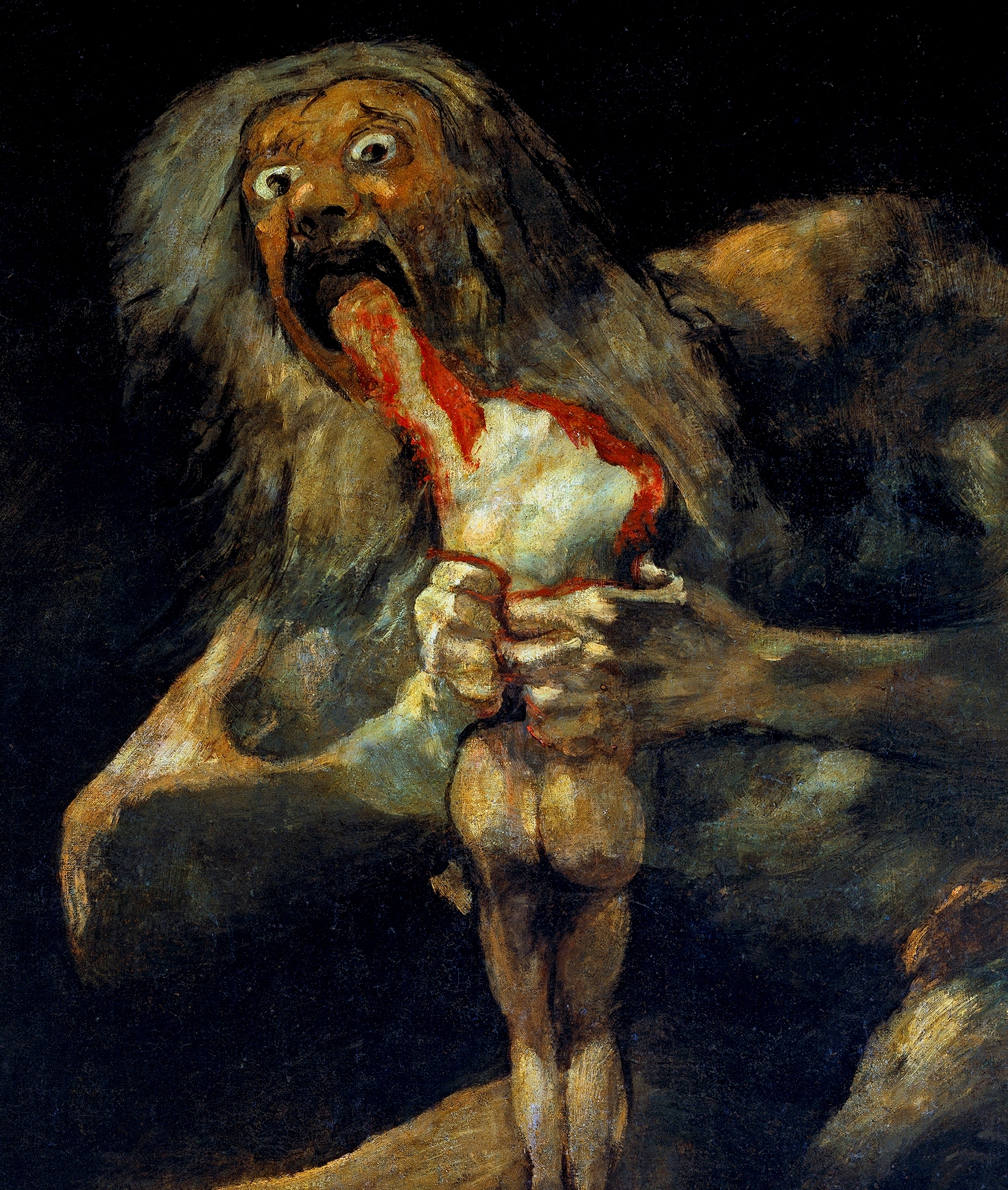
Saturno che divora i suoi figli, dipinto di Francisco Goya

## Nella cultura di massa
- Crono è l'antagonista principale della saga letteraria Percy Jackson e gli Dei dell'Olimpo, in cui ha intenzione di liberarsi della sua prigionia nel Tartaro per poter distruggere gli dei e la civiltà occidentale.
- Crono è anche il nome di un Goa'uld apparso in alcuni episodi di Stargate SG-1.
- Crono è un boss del videogame per PlayStation God of War III.
- Crono appare come uno degli antagonisti principali dell'anime I Cavalieri dello zodiaco - Episode G.
- Crono è l'antagonista dell'episodio intitolato Di volta in volta della serie televisiva Supernatural.
- Crono viene menzionato più volte in Age of Mythology e compare come antagonista finale in Age of Mythology: The Titans.